# Museo Fisogni
Il Museo Fisogni della stazione di servizio (in passato anche Museo SIRM e Museo Ormad-Valseveso), situato a Tradate, è un museo di pompe di benzina e di oggetti da collezione delle stazioni di rifornimento fondato da Guido Fisogni nel 1966. Al suo interno, con oltre 8.000 pezzi tra pompe, cartelli e gadget, è presente la più completa collezione al mondo di distributori di carburante e petroliana (certificata Guinness World Record nel 2000). Il Museo fa anche parte del Circuito Lombardo dei Musei del Design e della Rete dei Giacimenti del Design Italiano, promossa dalla Triennale di Milano (che espone anche due distributori della collezione Fisogni).

## Storia

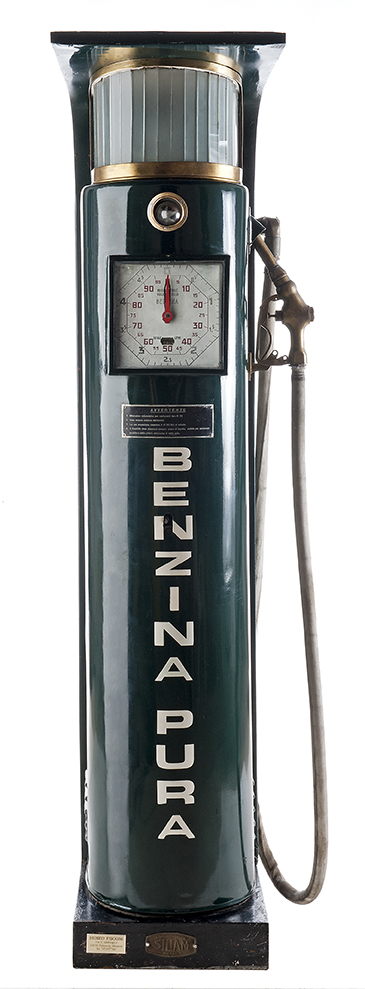
Distributore di benzina di Benito Mussolini

Il Museo Fisogni nacque nel 1966 a Palazzolo Milanese. L'imprenditore Guido Fisogni, ragioniere figlio del generale degli Alpini e aristocratico Federico Fisogni e della contessa Elisabetta Barbiano di Belgioioso  e nipote del politico Carlo Fisogni, all'epoca costruiva e ristrutturava stazioni di servizio in Italia e in Europa, e diede il via alla sua vasta collezione partendo da una pompa di benzina Bergomi a misurazione visibile con "pentalitri" abbinati, trovata abbandonata nel 1961.
La collezione era inizialmente conservata nella sede dell'azienda di Guido e del fratello Gerolamo, denominata Ormad-Valseveso, da cui il Museo stesso prendeva il nome.
Nel 1992 l'azienda si fuse con il gruppo SIRM e assunse il nome di SIRM Nord; il 18 dicembre dello stesso fu inaugurata una nuova esposizione del Museo, più ampia e strutturata, che assunse la denominazione Museo SIRM.
Il 1º gennaio 1994, a fronte di un nuovo cambiamento societario, fu abbandonata la denominazione Museo SIRM per assumere il nome attuale. Nel 1996 fu lanciato il sito web istituzionale del Museo.
Negli anni '90 il museo fu a lungo uno dei principali sponsor della squadra di calcio femminile Como 2000. 
Nel 2000 la collezione fu insignita del Guinness World Record.
Dopo la cessione dell'azienda da parte di Guido Fisogni, nel 2000, il Museo rimase chiuso dalla fine del 2001 per quasi 15 anni, prima di riaprire i battenti il 26 aprile 2015 nella sua attuale sede a Tradate, all'interno di un'ala di Villa Castiglioni, che fu dimora di Cesare Castiglioni, garibaldino dei Mille e imprenditore tessile di Tradate.
Nel 2018 il Museo fu fra i fondatori del Circuito Lombardo Musei Design (MUDE) e nel 2020 della rete Musei Industriali del Varesotto (MIVA).

## Collezione
Nel corso degli anni, dal 1966 in poi, la collezione, esempio di modernariato e archeologia industriale, è stata ampliata con l'aggiunta di globi, gadget, insegne, giocattoli, attrezzature e pubblicità, provenienti da diverse parti del mondo. Il museo ospita quasi 200 distributori di benzina e oltre 6.000 pezzi di antiquariato industriale. La collezione ripercorre la storia delle stazioni di servizio dal 1892 ad oggi.
Nel tempo, gli oggetti presenti nel museo sono stati messi a disposizione per ricerche degli studenti di ingegneria del Politecnico di Milano e sono comparsi in produzioni cinematografiche, televisive e pubblicitarie; alcuni pezzi sono visibili, ad esempio, nelle produzioni RAI Il grande Fausto, 125 milioni di caz..te di Adriano Celentano, L'Amica Geniale, nella scenografia di Striscia la Notizia del 1991, film come Ferrari o Hill of Vision e in vari spot televisivi. Il museo è anche sede di eventi e raduni.
Al 2025, pezzi del Museo Fisogni sono esposti al Museo nazionale della scienza e della tecnologia Leonardo da Vinci, alla Triennale di Milano e al Museo Frera di Tradate. Dal 2004 al 2025 diversi pezzi sono stati in esposizione anche al Museo della Mille Miglia di Brescia

### Designer e artisti
Il Museo Fisogni conserva numerosi pezzi e grafiche disegnati da noti illustratori e designer del '900. Tra le grafiche più note, quelle di Marcello Nizzoli per Oliofiat e quelle di Lora Lamm, Giorgio Muggiani e Plinio Codognato per Pirelli, oltre ai loghi Agip e AgipGas di Luigi Broggini e Federico Seneca. 

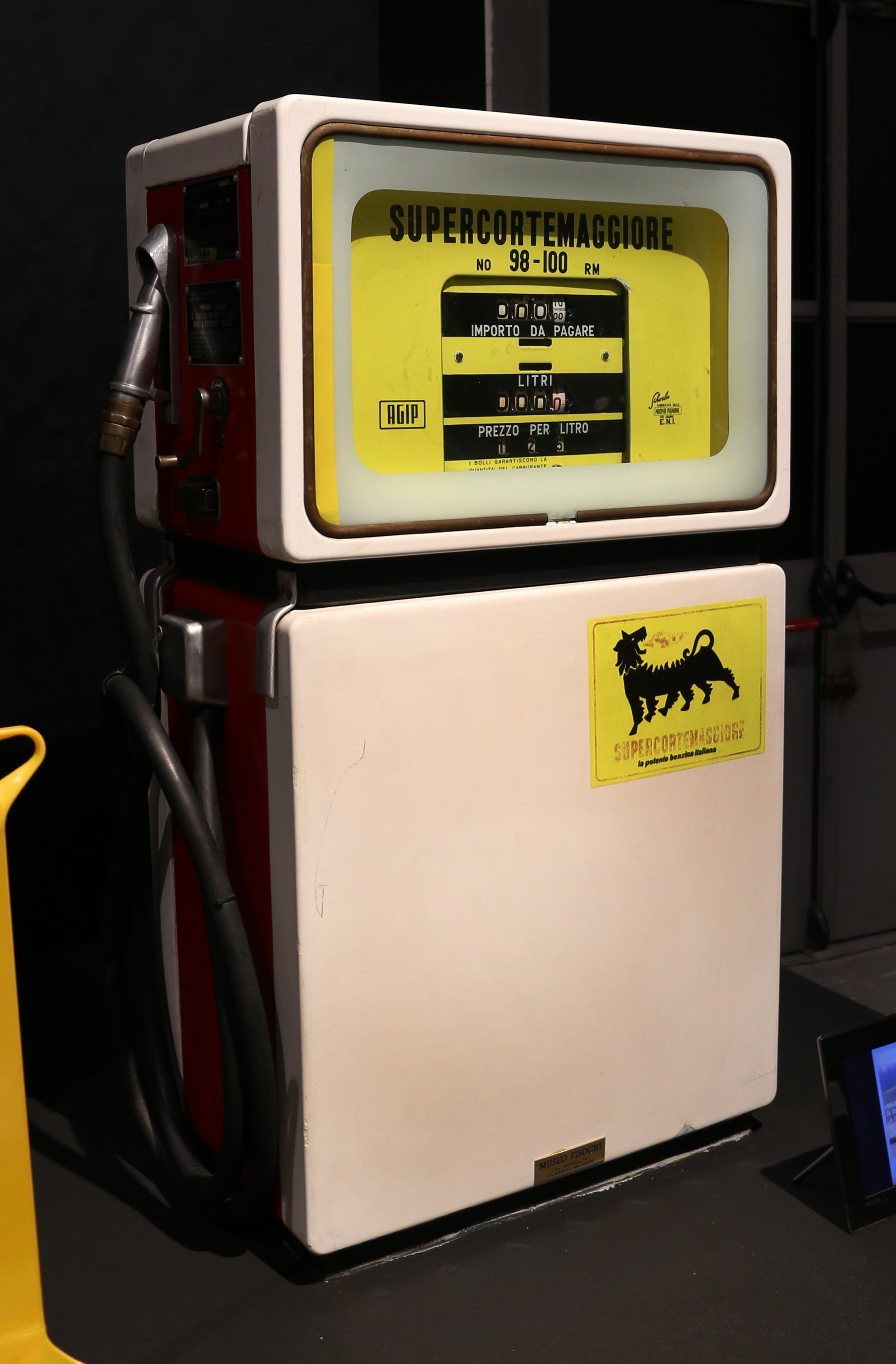
Distributore prodotto dalla Nuovo Pignone e progettato da Marcello Nizzoli e Mario Olivieri, facente parte della collezione Fisogni ed esposto presso la Triennale di Milano

Tra i distributori, degni di nota i modelli realizzati da Alberto Rosselli e dalla coppia Nizzoli-Olivieri per Agip-Nuovo Pignone, quelli disegnati da Eliot Noyes per la Mobil e quello appartenuto a Benito Mussolini, attribuito a Marcello Piacentini.
Dal 2023 il Museo raccoglie inoltre diverse opere d'arte (sempre a tema carburanti); si tratta sia di originali che di litografie e serigrafie autentiche in edizione limitata. Tra gli autori conservati vi sono Edward Rusha, Andy Warhol, Mimmo Rotella, Mario Schifano, Mino Maccari, Antonio Carbonati, Pierre Alechinsky, Shepard Fairey, Fernand Léger, Franco Villoresi, Giuliano Nistri, Giovanni Moretti, Allan d'Arcangelo, Andy Burgess, Dezache e Federico B. Alliney.

### La pompa di benzina di Mussolini
Il Museo Fisogni presenta nella sua collezione diversi pezzi storici, tra i quali uno dei più significativi è un esemplare dei distributori di benzina voluti dal dittatore fascista Benito Mussolini. Probabilmente disegnato dall'architetto Marcello Piacentini, si tratta di un perfetto esempio di stile littorio, con la pensilina che ricorda il saluto romano e le linee che ricordano le architetture degli edifici del ventennio. 
I pochi esemplari prodotti erano utilizzati principalmente nelle ambasciate e nelle prefetture, a disposizione anche dei gerarchi; quello conservato al Museo, rinvenuto a Trieste, in origine era probabilmente collocato a Palazzo Venezia.
Su di esso si trova la scritta “benzina pura”, che indica che il carburante non era mischiato con alcol da barbabietola, espediente usato per aggirare le sanzioni imposte all'Italia per l'invasione dell'Etiopia. Un altro esemplare, sempre appartenente al Museo Fisogni e proveniente dall'ambasciata italiana a Tirana, è stato per anni esposto al Museo della Mille Miglia.

### Archivio Bergomi

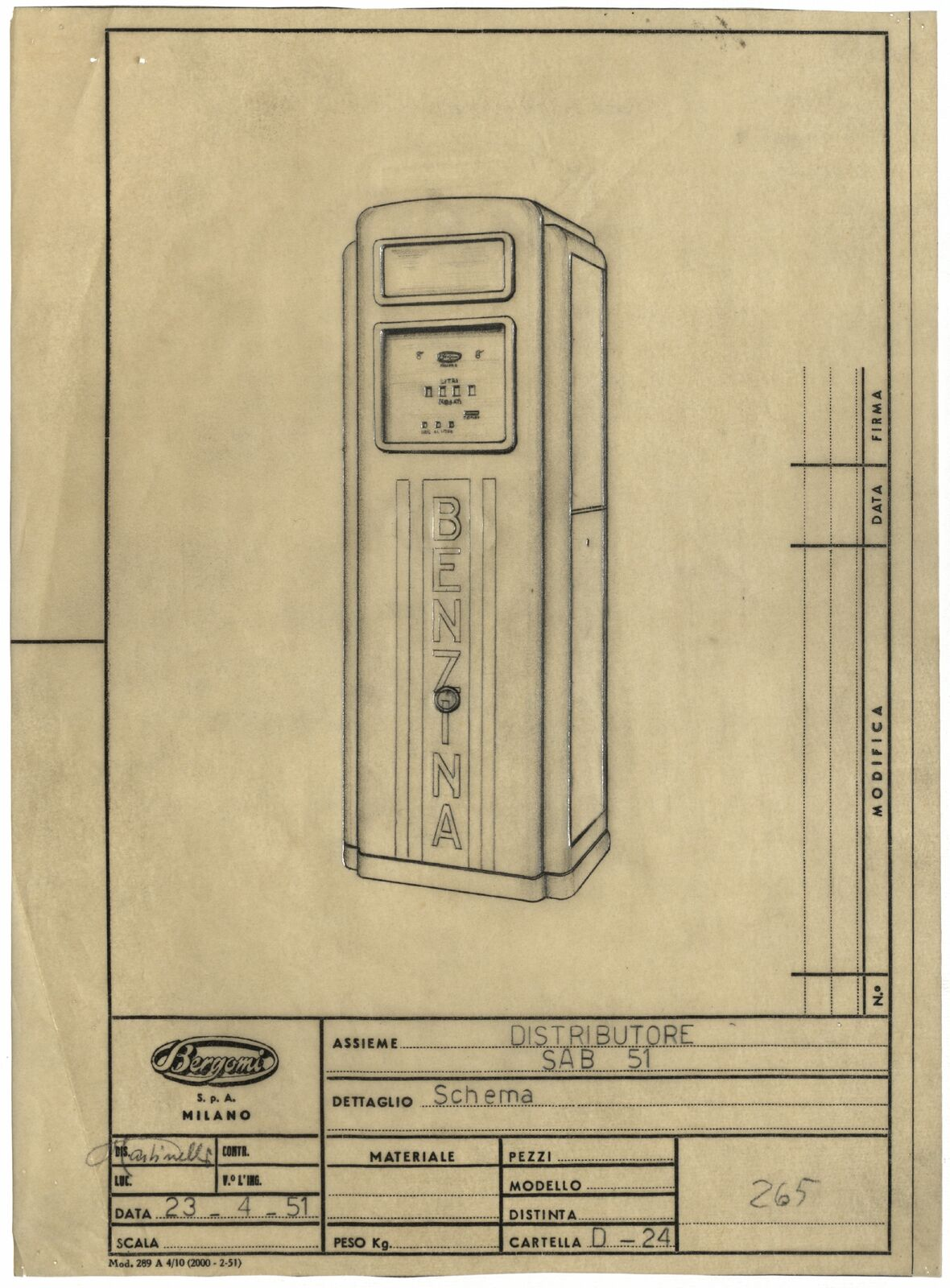
Progetto dell'archivio Bergomi

Il Museo conserva, tra le altre cose, una parte dell'archivio storico della Bergomi, azienda milanese specializzata nella costruzione di distributori e dispositivi di sicurezza, in particolare progetti industriali e fotografie d'epoca dal 1909 fino agli anni '50.

## Villa Castiglioni

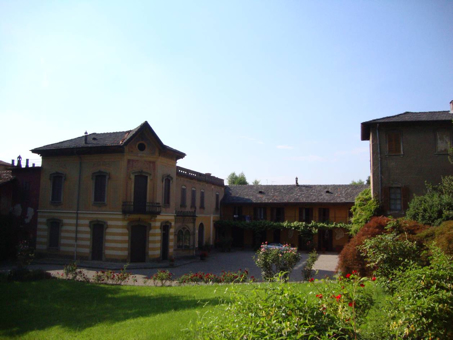
Panoramica di Villa Castiglioni

La villa, già appartenente alla famiglia Pusterla, venne acquistata dai Castiglioni (ramo della famiglia aristocratica originaria di Castiglione Olona) nel 1781 ed ampliata nel corso del XIX secolo, soprattutto per mano del garibaldino Cesare Castiglioni, soldato dei Mille che la ribattezzò "Villa Rina" in onore della moglie (sorella di Enrico Scalini) e vi installò anche alcune attività tessili; a lui si deve anche la creazione del parco del complesso. 
L’aspetto attuale risale alla seconda metà dell'800, sebbene il catasto lo segnali solo dal 1875; la corte interna risale invece almeno al 1840.
L'ala della villa in cui erano situate le tessiture è stata progressivamente abbandonata nel corso dei decenni, ma nel 2015 è stata ristrutturata e adibita a Museo e a location per eventi; la parte residenziale della villa (in stile neogotico) è tuttora abitata dai discendenti delle famiglie Castiglioni e Fisogni.